# Tudásfája
A Tudásfája (tudasfaja.com) egy internetes álhíroldal, amely többek között áltudományos írásokat, kattintásvadász cikkeket közöl. Üzemeltetője és szerkesztői ismeretlenek. A Tudásfája egyik alanya volt az Index.hu alternatív orvoslásról szóló tényfeltáró riportjának. Ebben az újságíró elküldött a portálnak egy saját maga által megírt, "egy csomó eszement hülyeséget" tartalmazó kamucikket, amelyet az oldal ellenőrzés és szerkesztés nélkül, helyesírási hibákkal együtt lehozott.

## Lásd még
- Mindenegyben
- Tudnodkell

## Külső hivatkozások
- Álhírvadász tudásbázis Archiválva 2018. június 25-i dátummal a Wayback Machine-ben
- Megtévesztő magyar híroldalak listája 2020 – Urbanlegends.hu
- Bátorfy Attila: Meghalt Vágó István, a Tescóban porból van a saláta. Vagy nem – VS.hu